# Schuyler
Schuyler er en amerikansk by og administrativt centrum for det amerikanske county Colfax County i staten Nebraska. I 2000 havde byen et indbyggertal på 5.371.
41°26′56″N 97°3′37″V / 41.44889°N 97.06028°V